# Çayarxı
Çayarxı är en ort i Azerbajdzjan.   Den ligger i distriktet Göyçay, i den centrala delen av landet, 180 km väster om huvudstaden Baku. Çayarxı ligger 72 meter över havet och antalet invånare är 1 574.
Terrängen runt Çayarxı är platt åt sydväst, men åt nordost är den kuperad. Närmaste större samhälle är Geoktschai, 4,4 km nordväst om Çayarxı.
Trakten runt Çayarxı består till största delen av jordbruksmark. Runt Çayarxı är det ganska tätbefolkat, med 134 invånare per kvadratkilometer.